# Pachycephala lanioides
Pachycephala lanioides е вид птица от семейство Pachycephalidae.

## Разпространение
Видът е разпространен в Австралия.